# Cezary Piwkowski
Cezary Piwkowski – polski torakochirurg, doktor habilitowany medycyny. Wykładowca w Katedrze Kardio-Torakochirurgii Wydziału Lekarskiego II Uniwersytetu Medycznego im. Karola Marcinkowskiego w Poznaniu. 

## Życiorys
Studia medyczne ukończył na Śląskiej Akademii Medycznej w Katowicach (1989). Następnie przeniósł się na poznańską Akademię Medyczną, gdzie ukończył specjalizację chirurgiczną (1990–1993) oraz torakochirurgiczną (1994–2000) i doktoryzował się w 1999 na podstawie pracy Przydatność wideotorakoskopii w rozpoznawaniu i leczeniu chorób płuc i opłucnej, przygotowanej pod kierunkiem Wojciecha Dyszkiewicza. Habilitował się w 2014 na podstawie rozprawy pt. Ocena wyników leczenia chorych na raka płuca metodą wideotorakoskopowej lobektomii w doświadczeniu własnym.
W ramach Uniwersytetu Medycznego w Poznaniu pracuje na Oddziale i w Klinice Torakochirurgii w Wielkopolskim Centrum Pulmonologii i Torakochirurgii, gdzie pełni funkcję ordynatora.
Jest członkiem Cardiothoracic Surgery Network oraz European Society of Thoracic Surgeons. W dorobku naukowym ma szereg opracowań oryginalnych, publikowanych w czasopismach krajowych i zagranicznych.